# Heinz Cramer (General)
Heinz Cramer (* 24. Mai 1911 in Straßburg; † 5. September 2003 in Hamburg) war ein deutscher Offizier und Flugzeugführer in der Luftwaffe der Wehrmacht und später der Luftwaffe der Bundeswehr. Er ging als Brigadegeneral in den Ruhestand.

## Leben
Cramer trat 1930 als Offiziersanwärter in das Infanterie-Regiment 21 der Reichswehr ein. Im Jahre 1934 wechselte er als Leutnant zur noch getarnt agierenden Luftwaffe. Hier ging er zur Ausbildung in die Deutsche Verkehrsfliegerschule in Cottbus und später dann zur Fliegerschule nach Celle-Wesendorf. Im Jahre 1937 war er Deutscher Meister im Modernen Fünfkampf. Im Februar 1939, nach der Ernennung zum Hauptmann, übernahm er die 9. Staffel des Lehrgeschwaders 1 als Staffelkapitän. Mit dieser nahm er am Überfall auf Polen und am Westfeldzug teil. Am 16. Mai 1940 wurde er zum Gruppenkommandeur der II. Gruppe dieses Geschwaders ernannt. Bei der folgenden Luftschlacht um England befand er sich am 17. September 1940 mit seiner Junkers Ju 88 A-1 mit der Geschwaderkennung L1+XC auf dem Weg nach Worrington nahe Liverpool. Dabei schoss ihn eine Spitfire ab, er musste bei Ladywell Barn, nahe Warminster notlanden und geriet in Gefangenschaft. Am 18. September 1940 wurde ihm, er befand sich schon in britischer Kriegsgefangenschaft, das Ritterkreuz des Eisernen Kreuzes (Nummer 122) verliehen. Ab 1941 verbrachte er seine Kriegsgefangenschaft in Kanada, wo er auch zum Major befördert wurde.
Nach Beendigung des Krieges, wurde Cramer 1946/47 entlassen und nahm ein Jurastudium an der Ruprecht-Karls-Universität Heidelberg auf. Im Jahre 1956 ging er zur Luftwaffe der Bundeswehr und studierte an der Air University nahe Montgomery in den USA. Von 1957 bis 1960 arbeitete er als Abteilungsleiter im Supreme Headquarters Allied Powers Europe (SHAPE) der NATO. Nachdem er 1960 zum Oberst befördert worden war, wechselte er zur Führungsakademie der Bundeswehr in Hamburg. Dort erfolgte 1962 die Ernennung zum Brigadegeneral und ab 1963 die Ernennung zum Stellvertretenden Stabschef der Second Allied Tactical Air Force. Nach seiner Entlassung 1966 wechselte er in die Privatwirtschaft als Director of Public Relation für die Mobil Oil AG Deutschland. Im Jahre 1974 ging er in den Ruhestand.